# Rapid Shallow Breathing Index
Der Rapid Shallow Breathing Index (RSBI, engl.) bzw. Frequenz-Volumen-Atemindex ist ein Messwert, der das Verhältnis der Tiefe von Atemzügen zur Frequenz beschreibt, indem er den Quotienten von Atemfrequenz zu Tidalvolumen bildet. Der Wert wird umso größer, je schneller und flacher die Atmung ist. Er dient der Beurteilung der respiratorischen Funktion, wenn es um die Frage geht, ob ein Patient intubiert und künstlich beatmet werden muss.
Der RSBI wird besonders häufig genutzt, um zu bewerten, wie gut die Spontanatmung eines Patienten ist, der nach einer Zeit der maschinellen Beatmung vom Beatmungsgerät entwöhnt werden soll (Weaning). Einzelmessungen erlauben hierbei jedoch keine genauen Vorhersagen, ob eine Extubation erfolgreich verlaufen wird. Deutlich verlässlichere Werte liefern kontinuierliche Messungen und die RSBI-Rate, bei der bestimmt wird, wie häufig sich die Atemwerte des Patienten ändern, wenn er vom Beatmungsgerät getrennt wird und vollständig selbständig atmet.

## Beispielrechnung
```
RSBI = f / VT
```

z. B. 45 Atemzüge / Min und Atemzugvolumen 250 ml
```
RSBI = 45 / 0,25 l = 180
```

Bei einem RSBI > 120 ist eine Intubation fraglich vermeidbar bzw. eine Extubation nicht sinnvoll.